# Norton Malreward
Norton Malreward – wieś w Anglii, w hrabstwie ceremonialnym Somerset, w dystrykcie (unitary authority) Bath and North East Somerset. Leży 7 km na południe od miasta Bristol i 171 km na zachód od Londynu. Miejscowość liczy 241 mieszkańców.